# Jack (film, 1996)
A Jack (eredeti cím: Jack) 1996-ban bemutatott amerikai filmvígjáték-dráma, melyet James DeMonaco és Gary Nadeau forgatókönyvéből Francis Ford Coppola rendezett. A főbb szerepekben Robin Williams, Jennifer Lopez és Diane Lane látható.

## Cselekmény
Veleszületett betegsége miatt Jack négyszer olyan gyorsan öregszik, mint a többi gyerek. A szülei és a magántanára mindent megtesznek, hogy megkönnyítsék az életét, igyekeznek távol tartani a veszélyes kinti világtól. Csakhogy a kisfiú a többi gyerekhez hasonlóan szeretne élni, játszani, iskolába járni. Tízéves korában Jack elhatározza, hogy legyűri a félelmét, és megbarátkozik a külvilággal, a korabeli srácokkal. Elindul élete legnagyobb kalandjára, az ötödik osztályba. A többiek idővel elfogadják különös társukat, de az igazi probléma csak ezután kezdődik. 

## Szereplők
| Színész         | Szerep                 | Magyar hang      |
| --------------- | ---------------------- | ---------------- |
| Robin Williams  | Jack Charles Powell    | Harsányi Gábor   |
| Diane Lane      | Karen Powell           | Vándor Éva       |
| Brian Kerwin    | Brian Powell           | Rosta Sándor     |
| Jennifer Lopez  | Miss Marquez           | Balázs Ágnes     |
| Bill Cosby      | Lawrence Woodruff      | Kránitz Lajos    |
| Fran Drescher   | Dolores 'D.D.' Durante | Prókai Annamária |
| Adam Zolotin    | Louis 'Louie' Durante  | Előd Álmos       |
| Todd Bosley     | Eddie                  | Kováts Dániel    |
| Seth Smith      | John-John              | Kéri István      |
| Mario Yedidia   | George                 | Halasi Dániel    |
| Michael McKean  | Paulie                 | Orosz István     |
| Allan Rich      | Dr. Benfante           | Kardos Gábor     |
| Keone Young     | Dr. Lin                |                  |
| Jurnee Smollett | Phoebe                 |                  |